# Icona
Icona là một chi nhện trong họ Theridiidae.